# 穆廷栻
穆廷栻（？—1721年），字符公，直隸永平府臨榆縣人，一說山海衛人。清朝軍事將領，武進士出身，官至福建陸路提督。

## 生平
康熙六年（1667年）丁未科二甲武進士。授侍衛。康熙十四年（1675年），授直隶蔚州路守备。任內整饬营伍，以敏幹著稱。康熙二十一年（1682年），迁四川提标游击。康熙二十四年（1685年），叠溪、大定、保山后生番叛亂，总兵高鼎檄穆廷栻及李镇鼎等渡河，平定諸番。康熙三十年（1691年）九月，移驻威川，防守西番。牛罗寨番又入保山界，穆廷栻击禽寨首白止泰，事平。四川巡抚噶尔图、提督吴英、陕西固原提督何溥等交章推薦，迁威茂营参将。康熙四十年（1701年），转永宁协副将。次年，擢苏松水师总兵。康熙四十四年（1705年），聖祖南巡，穆廷栻在山东迎驾，獲賜御書、典籍等。康熙四十六年（1707年）聖祖南巡，再次召见，賜御書。康熙五十一年（1712年），赐《平定朔漠方略》。次年，聖祖命廷栻总管水师营战船，運輸江南倉米十万石，貯藏於廣東、福建，以备賑濟。
康熙五十三年（1714年），擢江南提督。十二月陛见，赐戴孔雀翎。康熙五十四年（1715年）二月，调任福建陆路提督。康熙六十年（1721年），台湾朱一贵反清起事，穆廷栻督兵在厦门驻扎策应。因劳累卒于任内。遗疏入朝，圣祖痛惜，追赠其左都督，按例赐祭葬，谥清恪。